# نيسان اكس-تريل
نيسان إكس-تريل (بالإنجليزية: Nissan_X-Trail) هي سيارة رياضية متعددة الاستخدامات تنتجها شركة نيسان اليابانية لصناعة السيارات منذ عام 2000. حيث تعتبر واحدة من أولى السيارات التي استخدمت تقنية الدفع الرباعي في السيارات في ذلك الوقت، وفي بداية الإنتاج تم تصنيف نيسان اكس-نريل كسيارة اصغر من سيارات إكستيرا ونيسان باث فايندر التي تصنف في قائمة الشاحنات. ويتشابه الجيل الثاني من نيسان إكس-تريل مع تصميم نيسان روجيو، حيث تتوفر السيارة بثلاث صفوف من المقاعد، والمظهر الصندوقي المتين للهيكل الخارجي. يتم تصنيع نيسان إكس-تريل في كندا واليابان، ويتم التجميع في العديد من البلدان الأخرى.

## الجيل الأول (تي 30 - 2000)

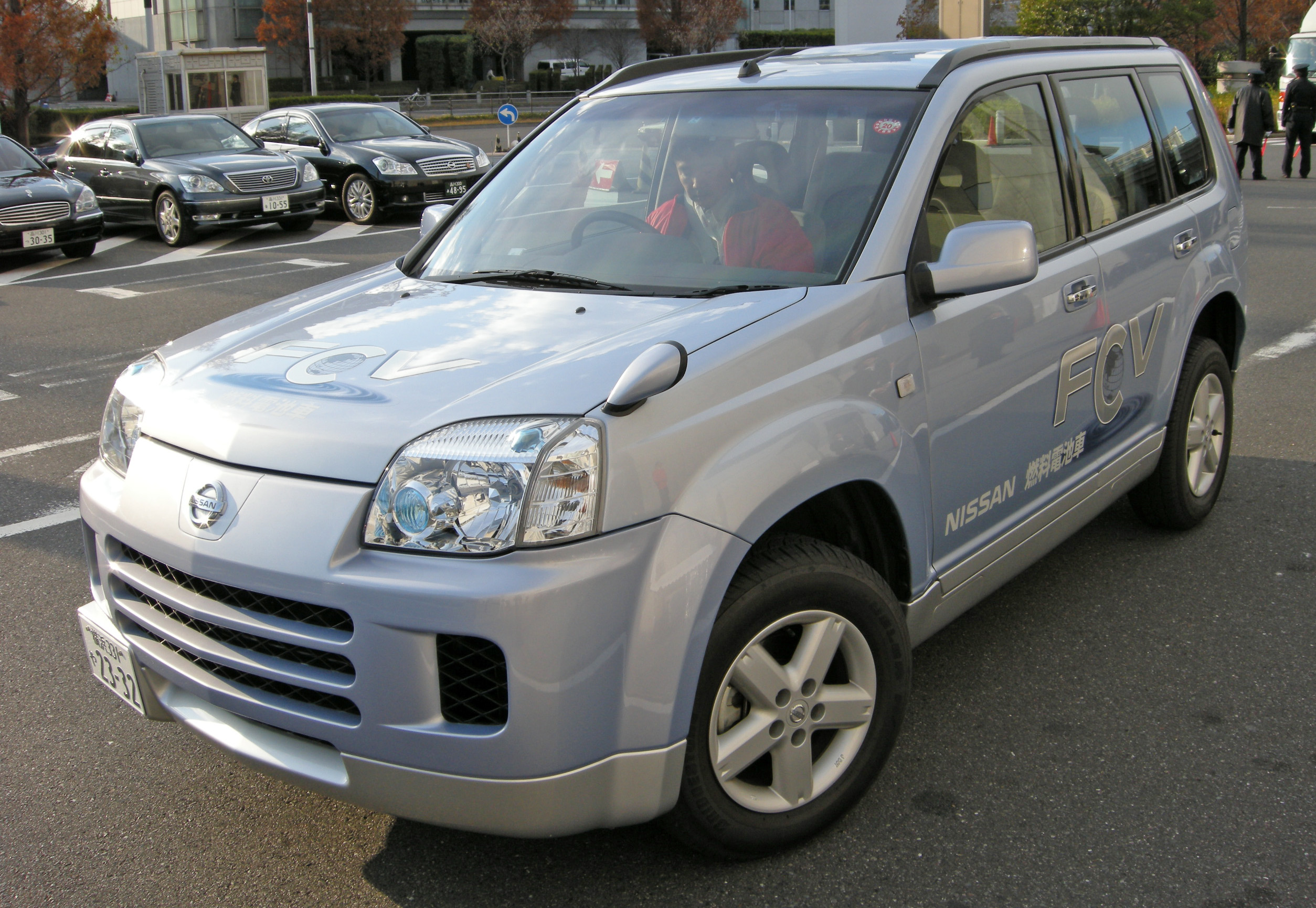
نيسان إكس تريل FCV

تم عرض نيسان إكس تريل تي 30 لأول مرة في معرض باريس للسيارات في سبتمبر 2000، وتشترك إكس تريل تي 30 مع نيسان الميرا ونيسان بريميرا في نفس المنصة من حيث التصميم. بدأ إنتاج إكس تريل تي 30 في أكتوبر من عام 2000، وبدأت المبيعات الفعلية لها في اليابان في نوفمبر 2000. في يونيو 2003 ، تم عمل العديد من التعديلات الداخلية والخارجية على إكس تريل، كما قامت أيضًا بترقية المحرك التوربيني الديزل سعة 2.2 لتر بمحرك شحن توربيني متغير، مما ينتج 136 حصان متري (100 كـو؛ 134 حصان) بدلاً من 114 حصان متري (84 كـو؛ 112 حصان). كانت الاختلافات الخارجية طفيفة ، على الرغم من ذلك تم إعادة تصميم الشبكة والمصدات وتم تحديث شعار نيسان إلى الشكل الجديد.
في المملكة المتحدة ، كان الجيل الأول متاحًا في العديد من الإصدارات في S و Sport و SE. 

### معرض صور

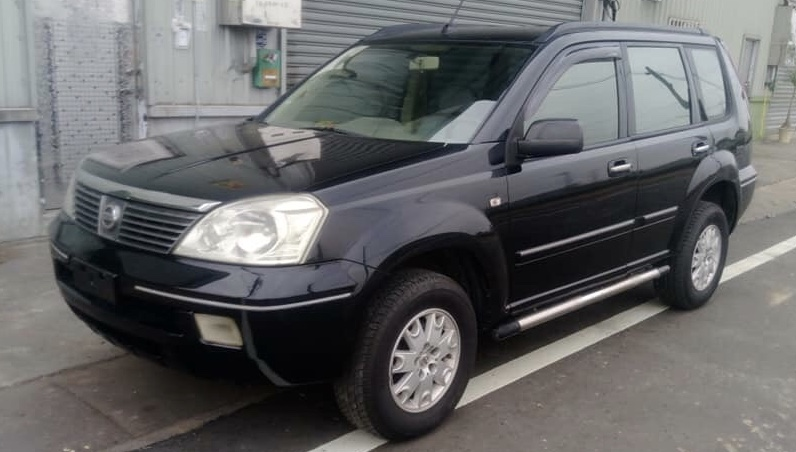
من الأمام
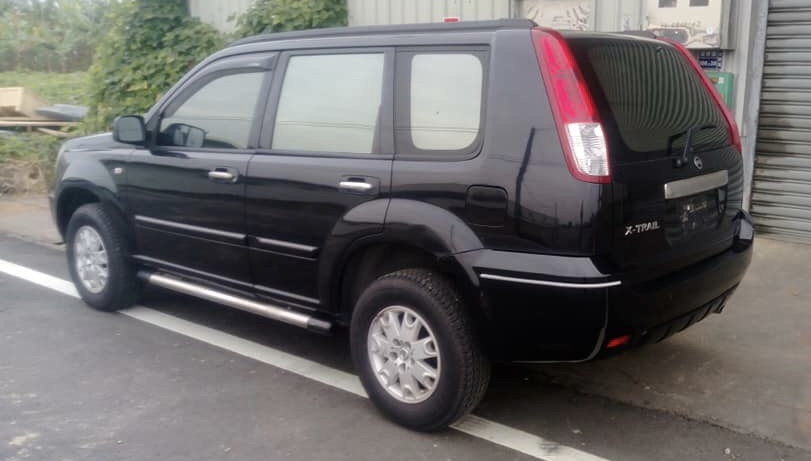
من الخلف

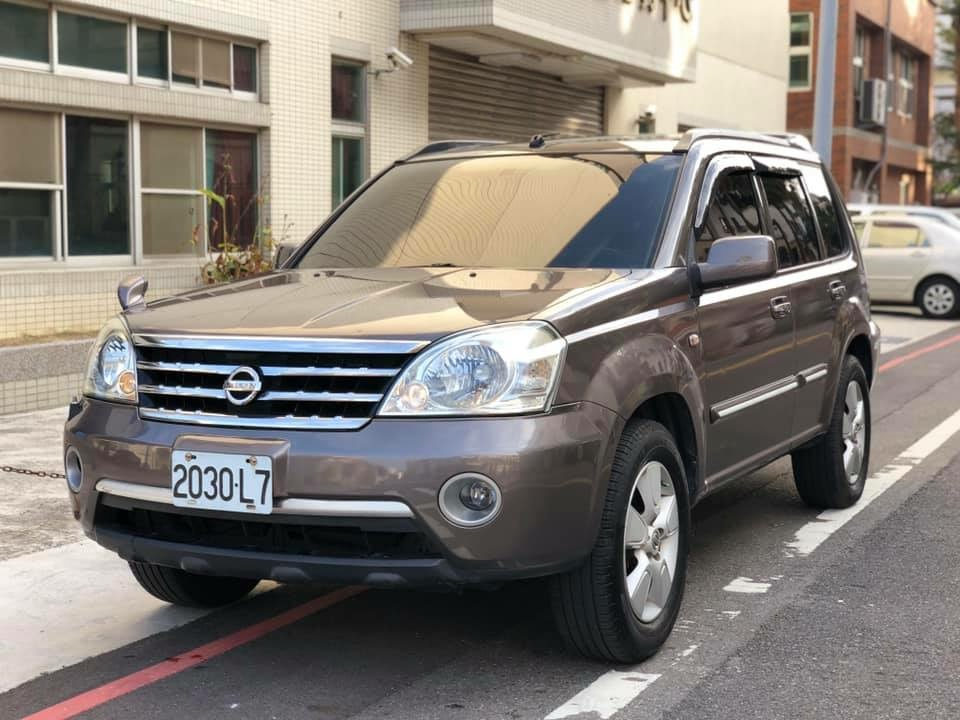
أمامي
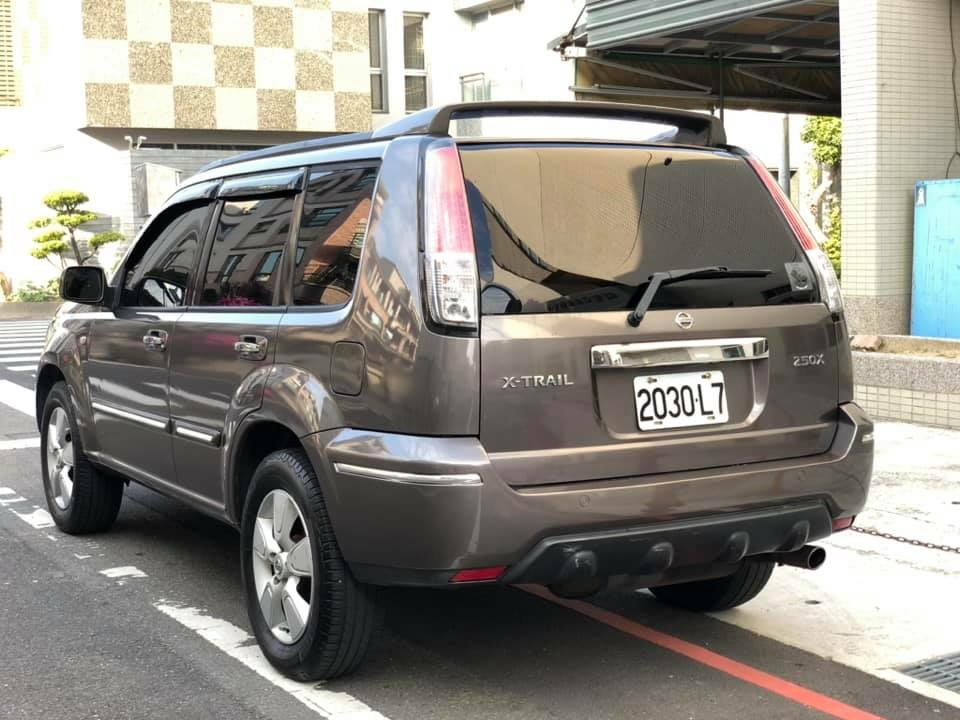
خلفي

التصميم قبل التعديل

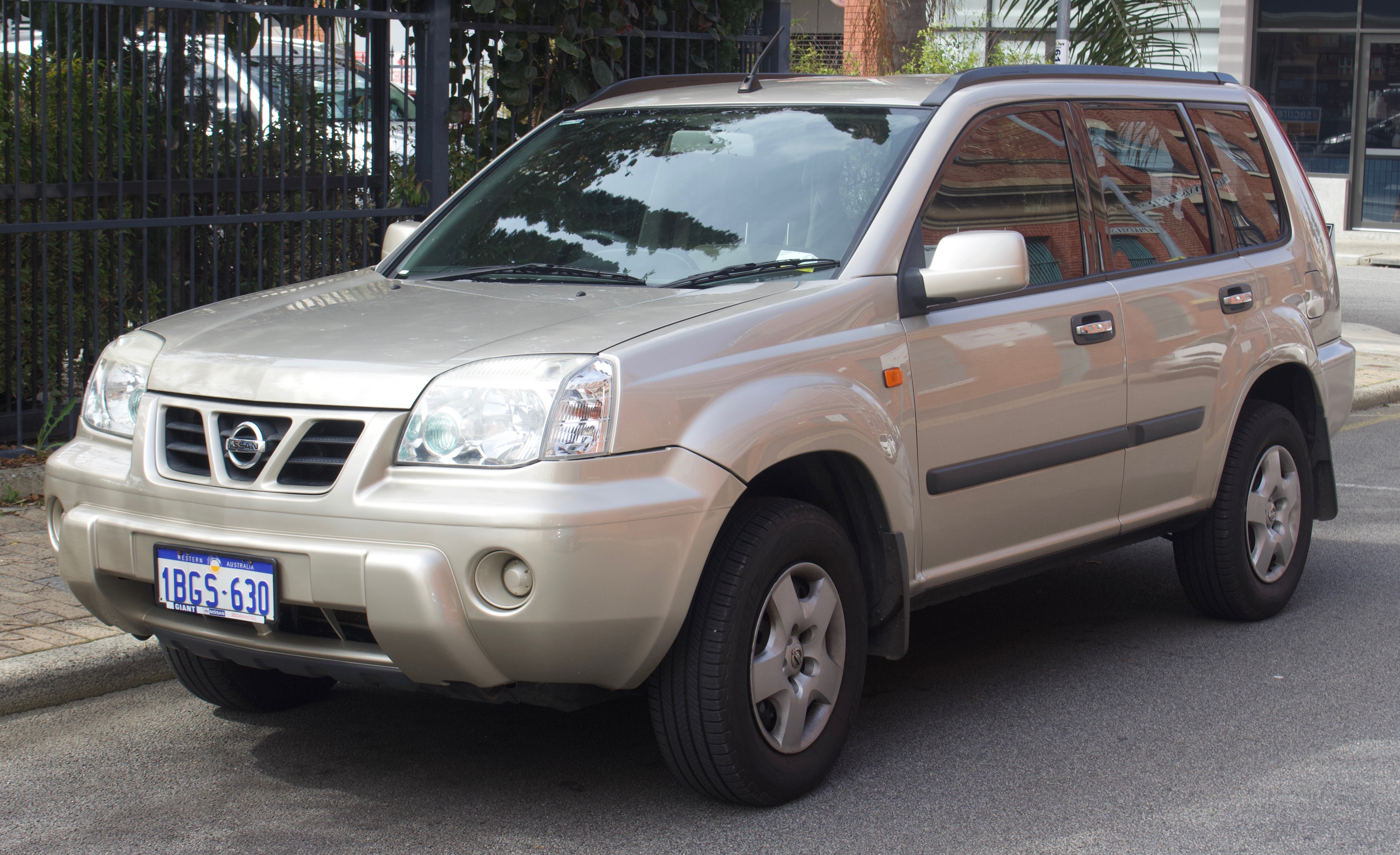
إكس تريل من الأمام
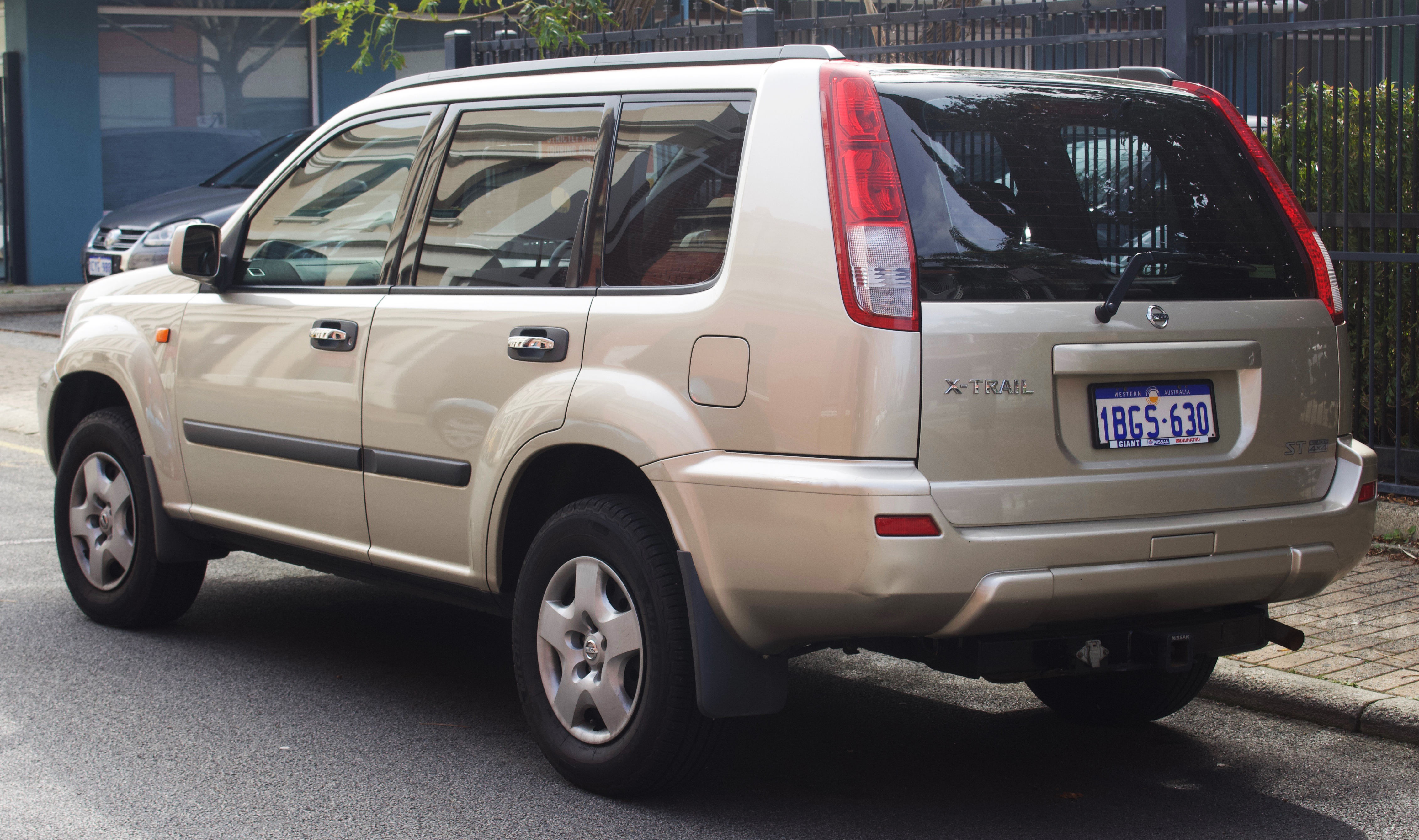
إكس تريل من الخلف

التصميم بعد التعديل

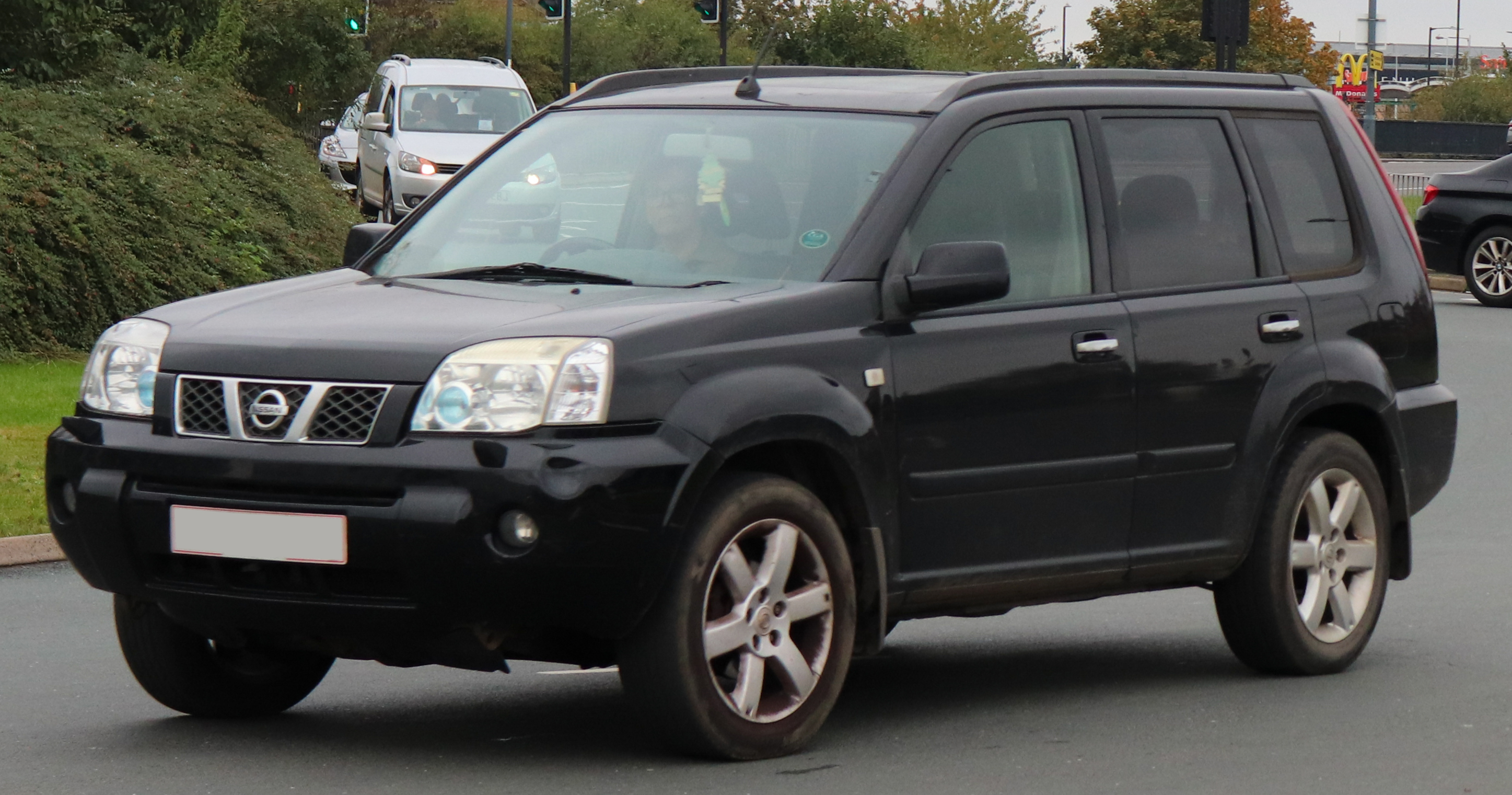
من الأمام (أفينتورا)
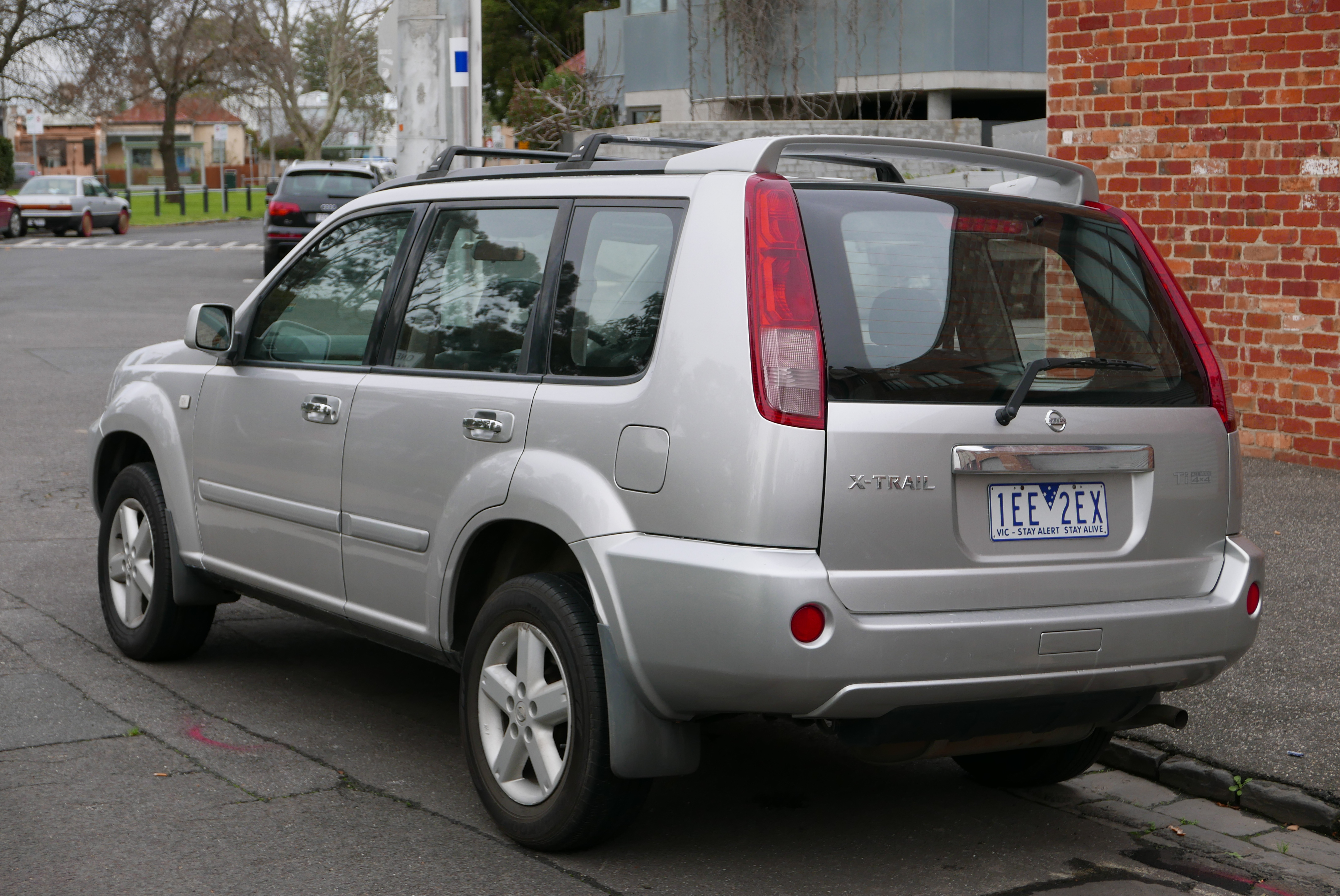
من الخلف (Ti-L)

تصميم السوق التايواني قبل التعديل
- من الأمام
- من الخلف

تصميم السوق التايواني بعد التعديل
- أمامي
- خلفي

## الجيل الثاني (تي 31 - 2007)

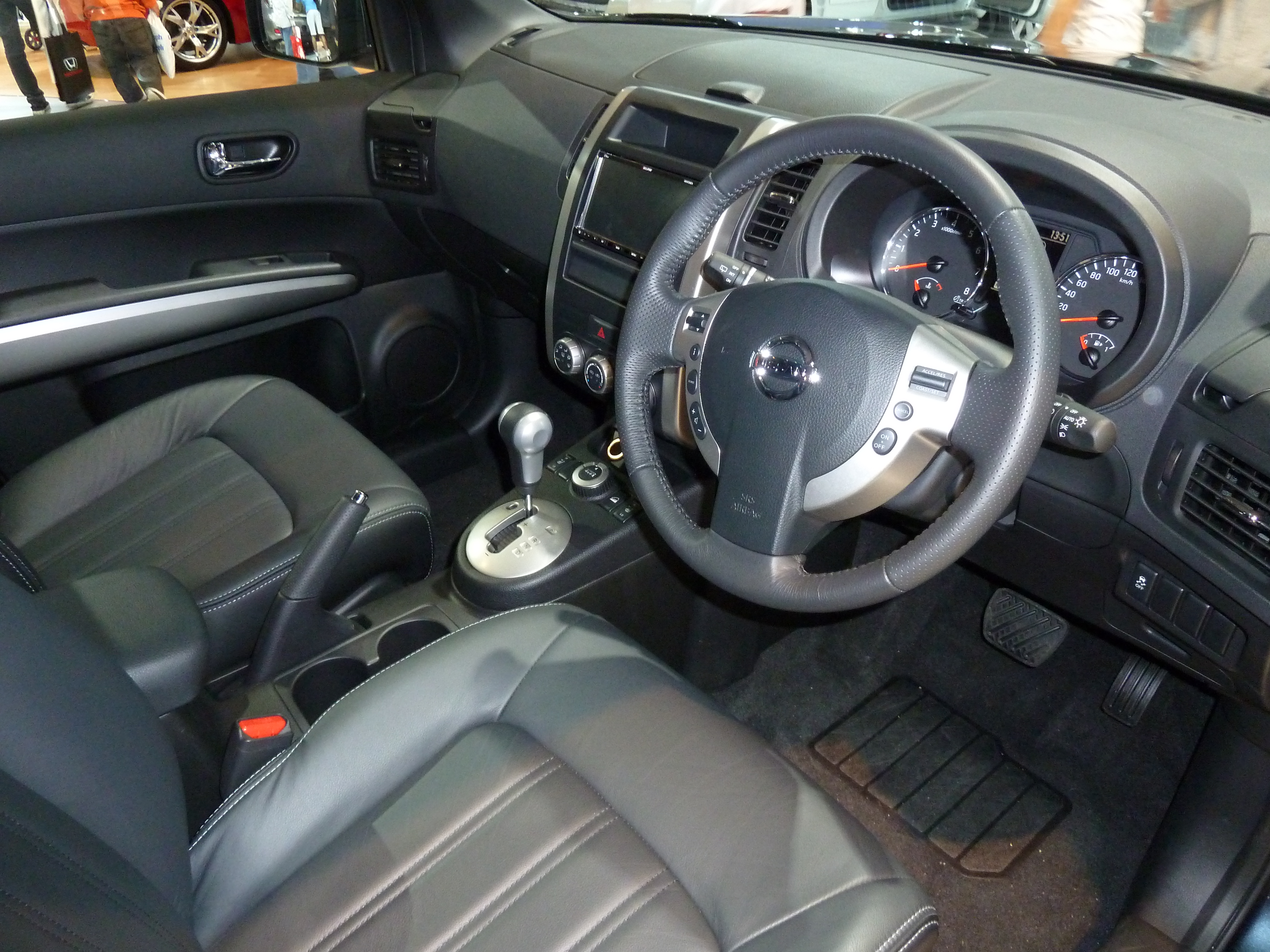
من الداخل

تم إطلاق الجيل الثاني من نيسان إكس تريل في معرض جنيف للسيارات في مارس 2007، وطُرح للبيع في أغسطس 2007، وفي أوروبا في الربع الثالث من نفس العام، بينما في أستراليا والمكسيك في وقت لاحق من نفس العام.
يعتمد الجيل الثاني من نيسان إكس تريل على بنية منصة نيسان سي. وفي الولايات المتحدة وكندا ، تم استبدال نيسان إكس تريل بـ روجيو .
في إندونيسيا ، يحتوي الجيل الثاني من إكس تريل على خيارين من محركات البنزين ، وهما محرك MR20DE سعة 2 لتر بقوة 102 كيلوواط (139 حصانًا) عند 5200 دورة في الدقيقة مع 198 نيوتن متر (20.2 كجم) عند 4400 دورة في الدقيقة والمحرك الآخر بسعة 2.5 لتر. يتوفر المحرك سعة 2.0 لتر مع ناقل حركة يدوي بست سرعات أو ناقل حركة CVT ، بينما محرك 2.5 لتر متاح فقط مع ناقل حركة CVT.
تم إصدار الجيل الثاني في ماليزيا عام 2010 ، حيث تم استيراده بالكامل من إندونيسيا. تم توفير خيار واحد فقط للمحركات، والذي يتكون من محرك MR20DE المقترن بناقل حركة CVT.  تم توفير النسخة المعدلة في ماليزيا في أبريل 2013.  

### معرض صور

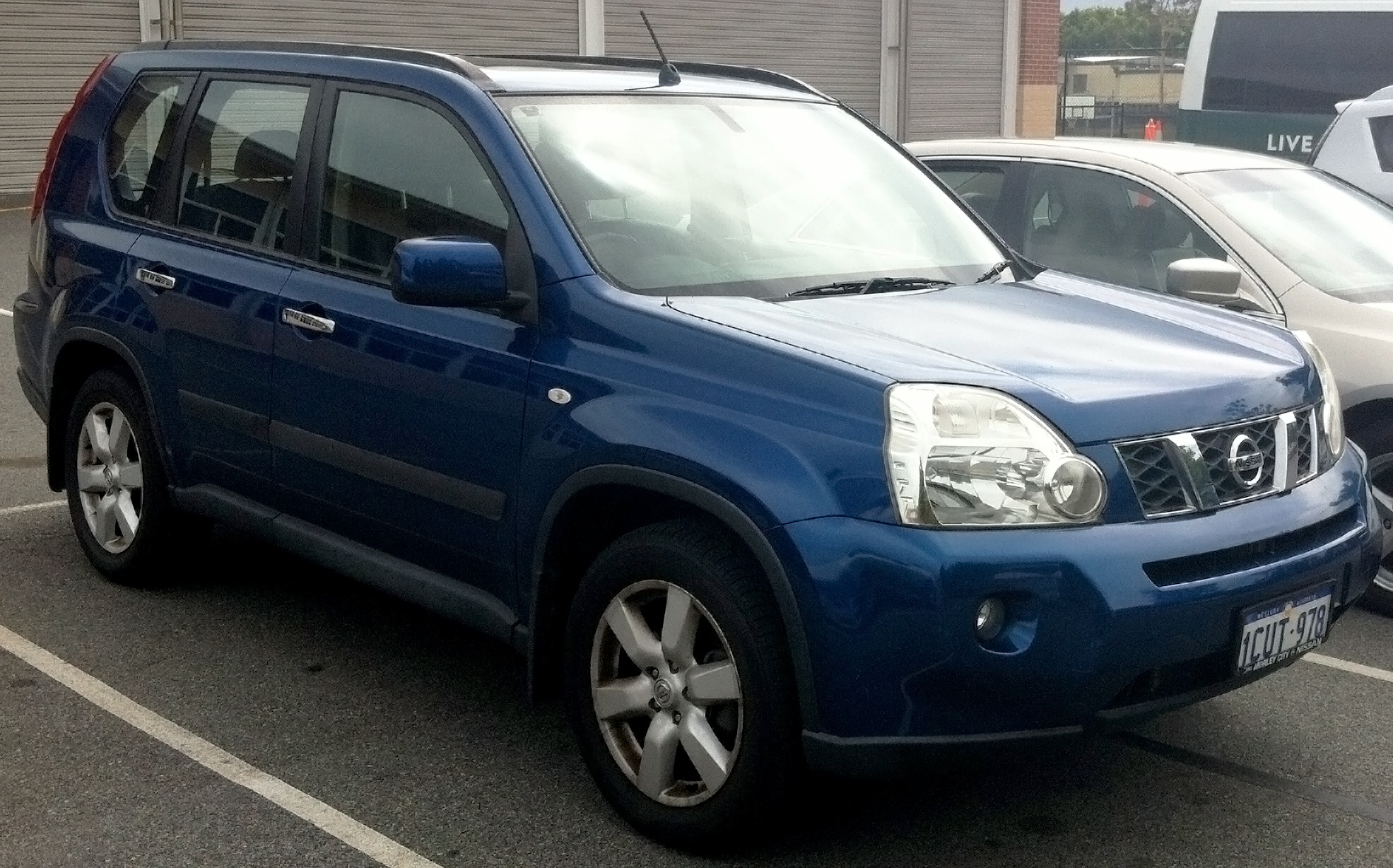
نيسان إكس تريل (أستراليا ، ما قبل التعديل)
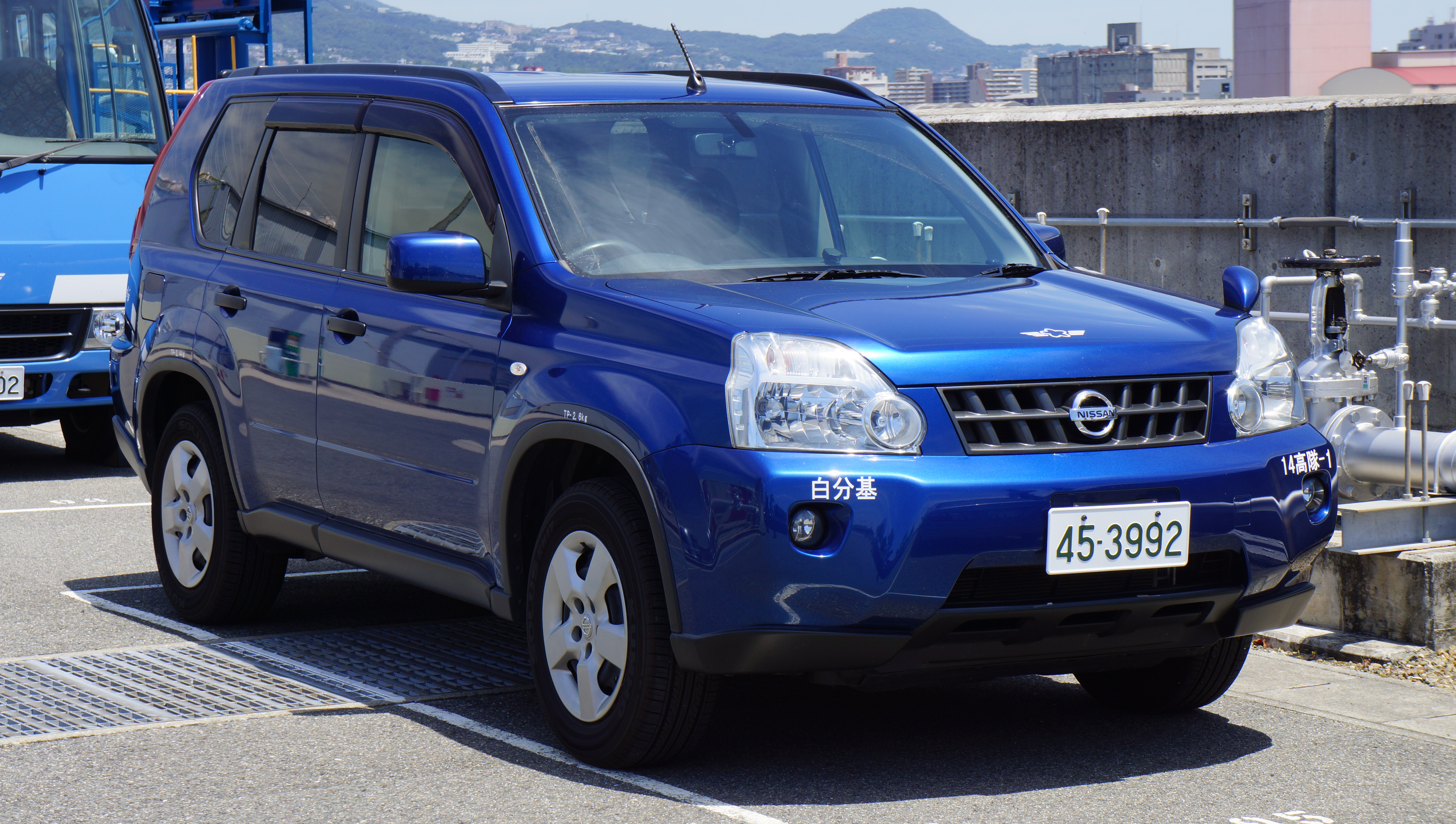
نيسان إكس تريل (اليابان ، ما قبل التعديل)
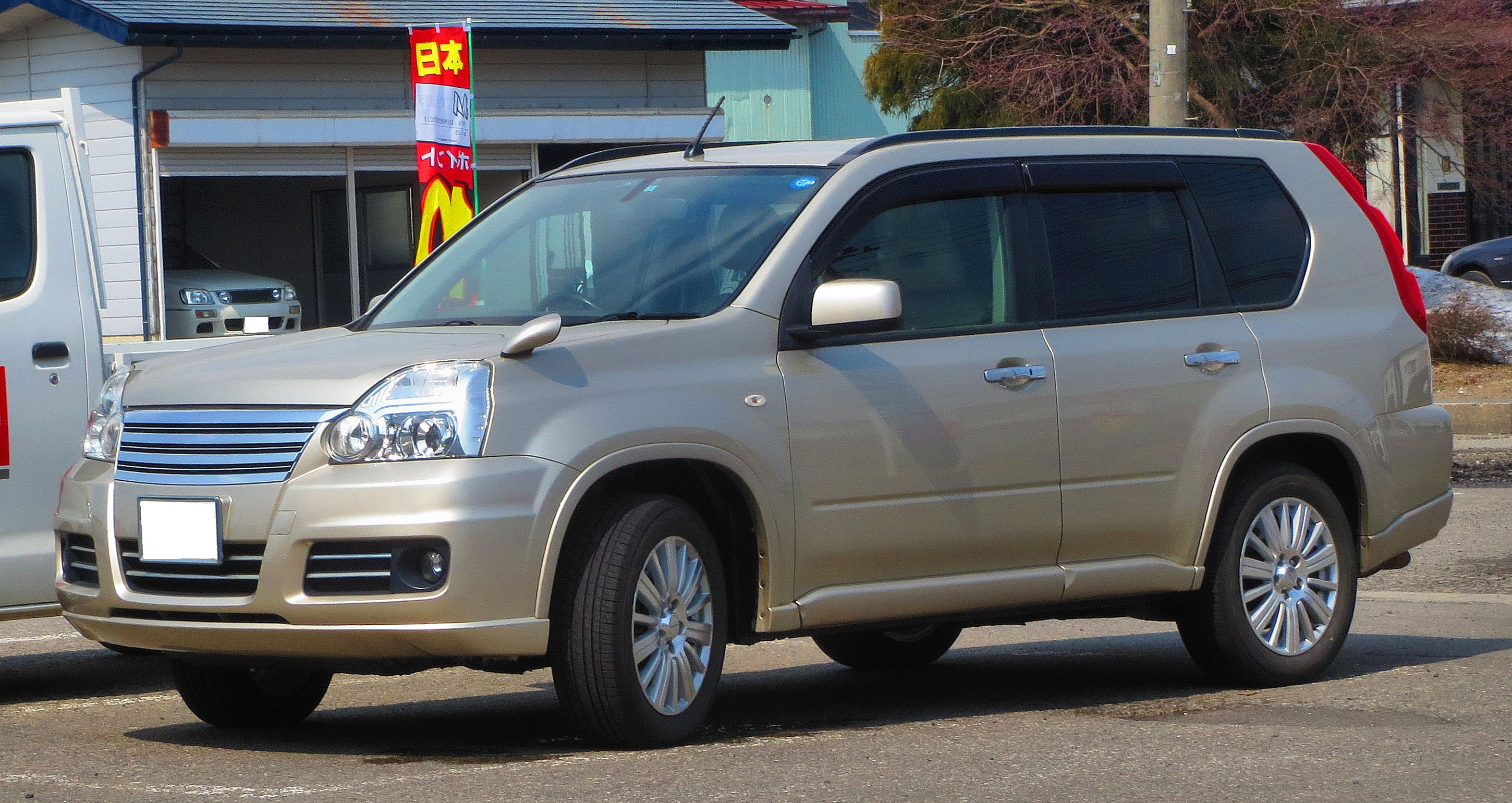
نيسان إكس تريل دفع رباعي (اليابان ، ما قبل التعديل)
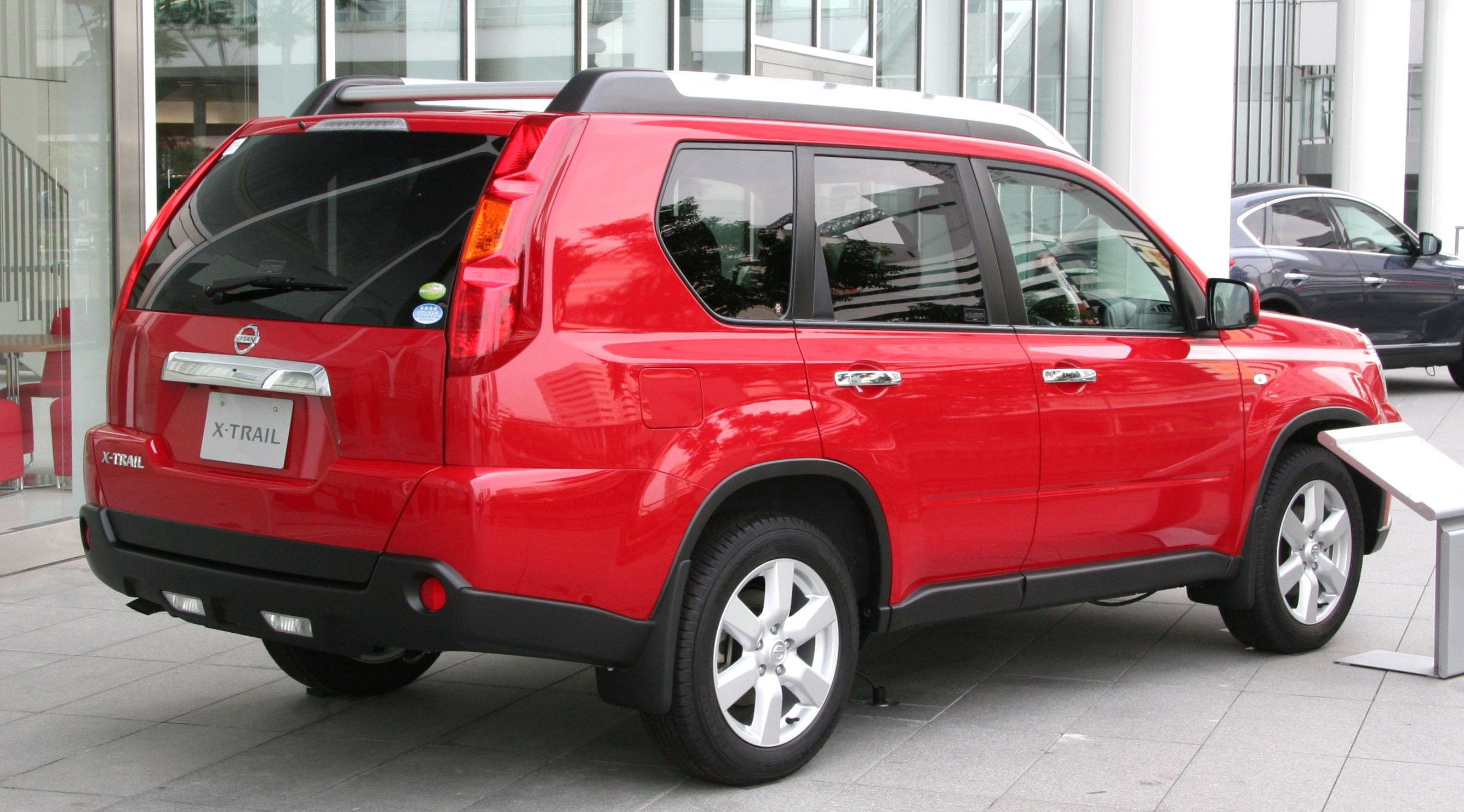
نيسان إكس تريل (اليابان ، ما قبل التعديل)
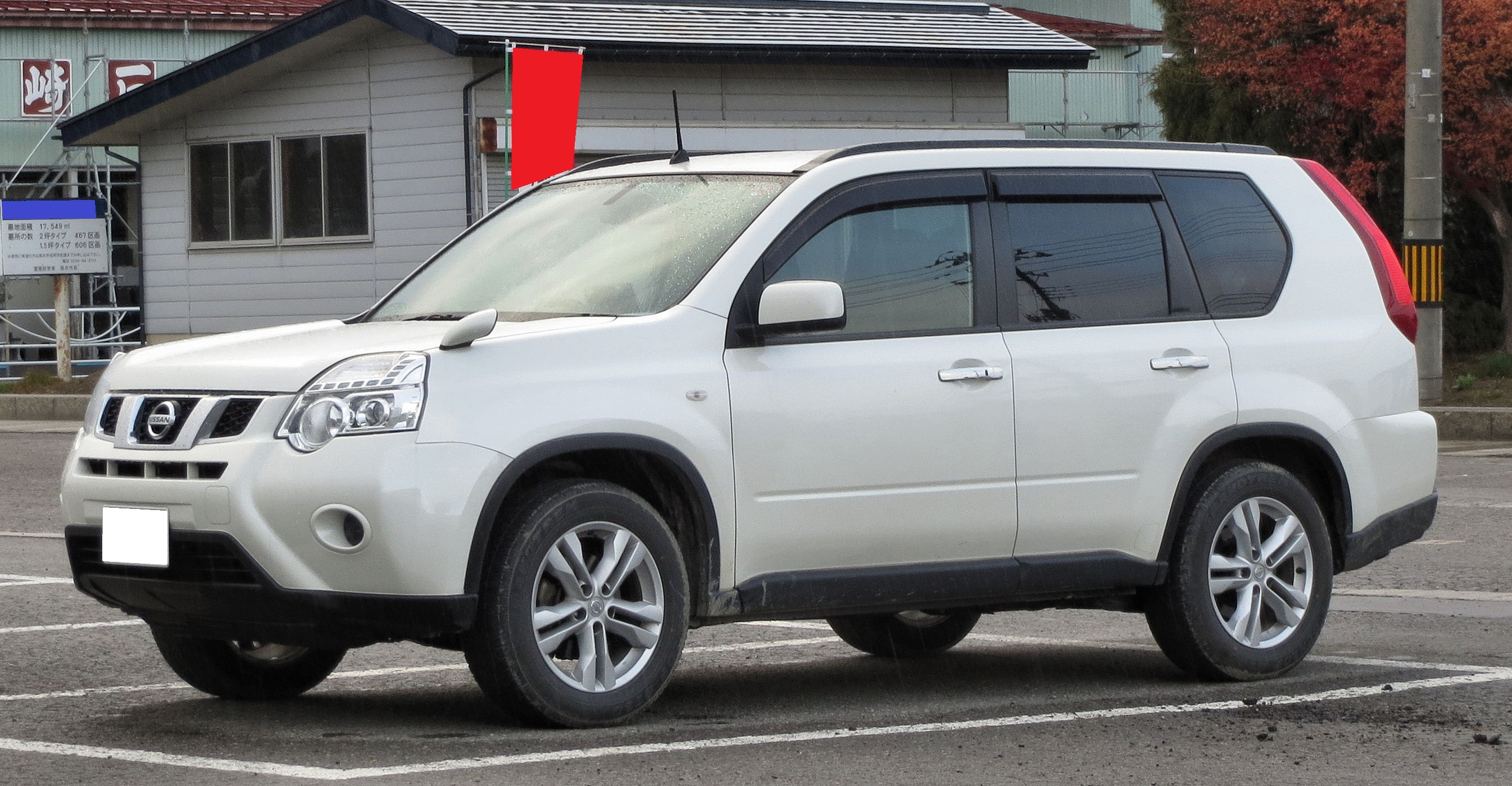
نيسان إكس تريل (اليابان ، بعد التعديل)
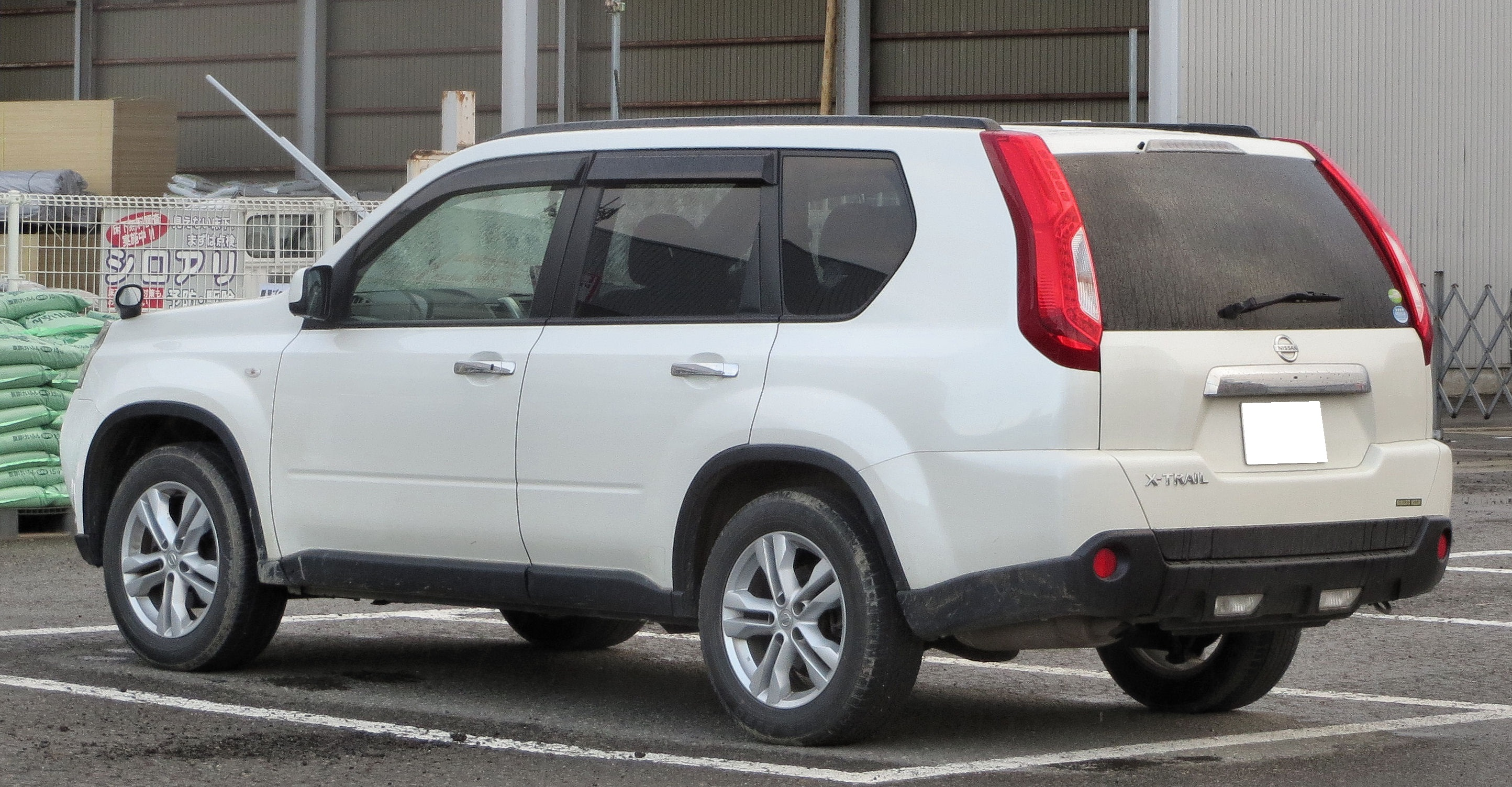
نيسان إكس تريل (اليابان ، بعد التعديل)
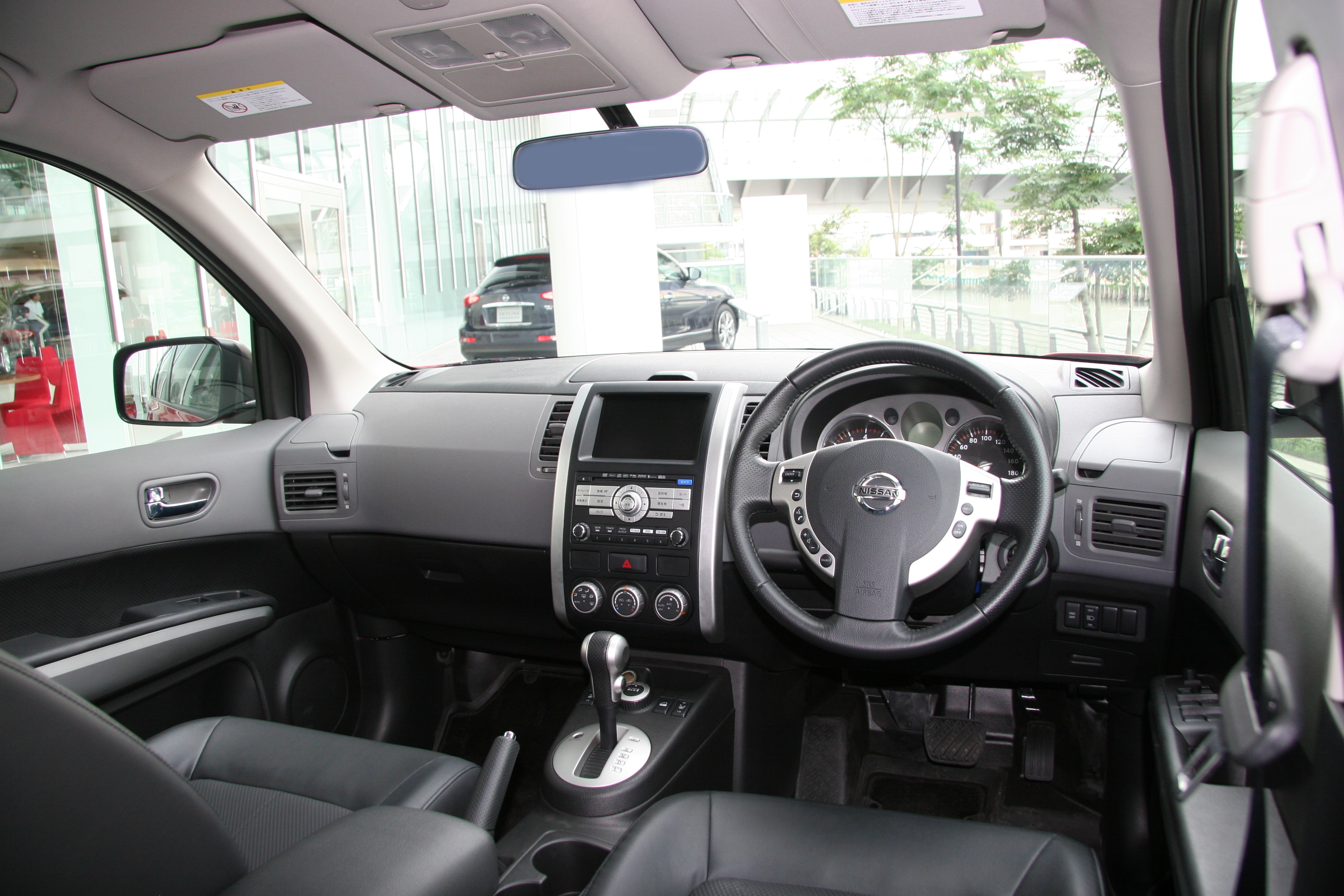
من الداخل

## الجيل الثالث (تي 32 - 2013)
تم طرح الجيل الثالث من نيسان إكس تريل في معرض فرانكفورت للسيارات 2013.    تعتبر السيارة مشابهة إلى حد كبير للجيل الثاني من إكس تريل و روجيو الذي يتم تقديمه في أمريكا الشمالية.  ويعتبر النموذج الجديد من الجيل الثالث متاحًا في 190 دولة حول العالم ، وهو الطفرة التي قدمتها نيسان أثناء إطلاقها للجيل الجديد من نيسان إكس تريل. حيث تخلّت عن مظهر السيارات الضخمة المتينة والتي تتجلى في سيارات الدفع الرباعي؛ لتتحول إلى المظهر الجذاب والأكثر نعومة وقبول كبير من العملاء. 

## المبيعات
| الأعـــــــوام | المبيعات في أوروبا | المبيعات في اليابان | المبيعات في الصين | المبيعات في تايلاند |
| -------------- | ------------------ | ------------------- | ----------------- | ------------------- |
| 2001           | 9019               |                     |                   |                     |
| 2002           | 30811              |                     |                   |                     |
| 2003           | 43171              |                     |                   |                     |
| 2004           | 57،770             |                     |                   |                     |
| 2005           | 52398              |                     |                   |                     |
| 2006           | 40543              |                     |                   |                     |
| 2007           | 29551              |                     |                   |                     |
| 2008           | 24401              |                     | 4،166             |                     |
| 2009           | 12908              |                     | 5،505             |                     |
| 2010           | 7430               |                     | 32،011            |                     |
| 2011           | 9256               | 25114               | 28264             |                     |
| 2012           | 8222               | 28325               | 22869             |                     |
| 2013           | 5811               | 28198               | 15327             |                     |
| 2014           | 16،178             | 53736               | 114459            | 574                 |
| 2015           | 40243              | 58،448              | 166،385           | 6،755               |
| 2016           | 60،444             | 56151               | 180202            | 2824                |
| 2017           | 69833              | 49873               | 184،612           | 2،094               |
| 2018           | 48133              | 50304               | 207951            | 1،594               |
| 2019           | 25444              | 36505               | 207776            | 1،218               |

## روابط خارجية
- الموقع الرسمي (اليابان)